# 拉塞多波利斯
拉塞多波利斯是巴西圣卡塔琳娜州的一个市镇。总面积68.453平方公里，总人口2190人，人口密度32人/平方公里。